# Al Gordon
Al Gordon (né le 22 juin 1953 à San Francisco) est un auteur de bande dessinée américain travaillant principalement comme encreur de comic book de super-héros. Il est surtout connu pour ses travaux dans les années 1990 sur des séries comme la Légion des Super-Héros et la Ligue de justice d'Amérique (DC Comics) ou Les Quatre Fantastiques (Marvel). Il a créé la série WildStar.

## Récompenses
- 2000 : Prix Eisner (avec Chris Sprouse et Alan Moore) du meilleur numéro (Best Single Issue) pour Tom Strong n°1 : How Tom Strong Got Started et de la meilleure histoire à suivre pour Tom Strong n°4-7.